# ルイス・シェルドン
ルイス・シェルドン (Lewis Pendleton Sheldon、1874年6月9日- 1960年2月18日)は、アメリカ合衆国バーモント州Rutland出身の陸上競技選手。19世紀終わりから20世紀はじめにかけて活躍した跳躍種目の選手で、1900年パリオリンピックに出場。三段跳では13.64mの記録で、マイヤー・プリンスタイン、ジェームズ・コノリーについで銅メダル。立ち高飛びでも1.50mでレイ・ユーリー、アーヴィング・バクスターについで銅メダルを獲得した。